# Бібліографія Кетрін Азаро
Нижче наведена повна бібліографія Кетрін Азаро (нар. 1955), американської письменниці, яка є авторкою науково-фантастичних творів.

## Серії

### Сага про Сколіанську імперію
Перелік нижче поданий за хронологією публікації творів.
1. «Первинна інверсія» (англ. «Primary Inversion»; 1995)
  - «Світло і тінь» (англ. «Light and Shadow»; 1994)
2. «Впіймати блискавку» (англ. «Catch the Lightning»; 1996)
3. «Останній яструб» (англ. «The Last Hawk»; 1997)
4. «Опромінене море» (англ. «The Radiant Seas»; 1999)
  - «Аврора на чотири голоси» (англ. «Aurora in Four Voices»; 1999)
5. «Сходження сонця» (англ. «Ascendant Sun»; 2000)
  - «Кидок костей» (англ. «A Roll of the Dice»; 2000)
6. «Квантова троянда» (англ. «»; 2000)
  - «Аве де Пасо» (англ. «Ave de Paso»; 2000)
  - «Душа світла» (англ. «Soul of Light»; 2000)
7. «Сферична гармоніка» (англ. «Spherical Harmonic»; 2001)
8. «Місячна тінь» (англ. «The Moon's Shadow»; 2003)
9. «Небосхил» (англ. «Skyfall»; 2004)
  - «Вітражне серце» (англ. «Stained Glass Heart»; 2004)
  - «Прогулянка мовчки» (англ. «Walk in Silence»; 2003)
10. «Розкол» (англ. «Schism»; 2004)
  - «Краї Небесного царства» (англ. «The Edges of Never-Haven»; 2004)
  - «Місто сліз» (англ. «The City of Cries»; 2005)
  - «Серце в тіні» (англ. «The Shadowed Heart»; 2005)
11. «Останній ключ» (англ. «The Final Key»; 2005)
  - «Відлуння гордості» (англ. «Echoes of Pride»; 2006)
  - «Рубіновий кубик» (англ. «The Ruby Dice»; 2006)
12. «Рубіновий кубик» (англ. «The Ruby Dice»; 2008)
  - «Просторово-часовий басейн» (англ. «The Spacetime Pool»; 2008)
13. «Діамантова зірка» (англ. «Diamond Star»; 2009)
14. «Сердолік» (англ. «Carnelians»; 2011)
15. «Аврора на чотири голоси» (англ. «Aurora in Four Voices»; 2011)
16. «Місто сліз» (англ. «The City of Cries»; 2012)
17. «Просторово-часовий басейн» (англ. «The Spacetime Pool»; 2012)
18. «Вогнище нової доби» (англ. «The Pyre of New Day»; 2012)
19. «Відлуння гордості» (англ. «Echoes of Pride»; 2013)
20. «Удар блискавки, Книга I» (англ. «Lightning Strike, Book I»; 2014)
21. «Заробітна плата честі» (англ. «The Wages of Honor»; 2017)
22. «Удар блискавки, Книга II» (англ. «Lightning Strike, Book II»; 2020)

#### Серія «Майор Бааджан»
1. «Діти пилу» (англ. «Children of the Dust»; 2017)
2. «Підземне місто» (англ. «Undercity»; 2014)
3. «Бронзові небеса» (англ. «The Bronze Skies»; 2017)
4. «Зниклі моря» (англ. «The Vanished Seas»; 2020)
5. «Вбивця з пилою» (англ. «The Jigsaw Assassin»; 2022)

### Забутий континент
1. «Зачарована сфера» (англ. «The Charmed Sphere»; 2004)
  - «Місячне сяйво» (англ. «Moonglow»; 2003)
2. «Туманні скелі» (англ. «The Misted Cliffs»; 2005)
3. «Світанкова зірка» (англ. «The Dawn Star»; 2006)
4. «Вогняний опал» (англ. «The Fire Opal»; 2007)
5. «Нічний птах» (англ. «The Night Bird»; 2008)
6. «Топазова пустеля» (англ. «The Topaz Desert»; 2008)

## Інші твори
- «Танці в блакитному» (англ. «Dance in Blue»; 1993)
- «Завуальоване павутиння» (англ. «The Veiled Web»; 1999)
- «Бут Гілл» (англ. «Boot Hill»; 2000)
- «Кодекс Фенікса» (англ. «The Phoenix Code»; 2000)
- «Алея світанку» (англ. «Sunrise Alley»; 2004)
- «Альфа» (англ. «Alpha»; 2006), продовження «Алея світанку»
- «Блюз з кукурудзяного борошна» (англ. «Corn Fed Blues»; 2015)

## Редакція
- «Іскри розуму — журнал про науку та наукову фантастику» (англ. «Mindsparks the Magazine of Science and Science Fiction»; 1993–1996)
- «Непереборні сили» (англ. «Irresistible Forces»; 2004)
- «Презентація премії Неб'юла 2013» (англ. «Nebula Awards Showcase 2013»; 2013)

## Наукові публікації
- «Фотозбудження та іонізація в молекулярному кисні: Теоретичні дослідження електронних переходів в дискретному та неперервному спектральних інтервалах» (англ. «Photoexcitation and Ionization in Molecular Oxygen: Theoretical Studies of Electronic Transitions in the Discrete and Continuous Spectral Intervals»), А.Ґервер, К. Азаро, Б. В. Маккой і П. В. Ланґгофф, Journal of Chemical Physics 72 713 (1980)
- «Фотоіонізація молекулярного кисню» (англ. «Photoionization of Molecular Oxygen»), П. В. Ланґгофф, А.Ґервер, К. Азаро та Б. В. Маккой, International Journal of Quantum Chemistry, Quantum Chemistry Symposium 13, 645 (1979)
- «Розрахунки фотодисоціації за допомогою зображень Стьєльтеса» (англ. «Stieltjes-Imaging Calculations of Photodissociation»), К. Азаро та А. Далґарно, Journal of Chemical Physics 78 200 (1983)
- «Зв'язані коливальні рівні двох найнижчих синглетних сигма-станів LiF» (англ. «Bound Vibrational Levels of the Two Lowest Singlet Sigma States of LiF»), К. Азаро та А. Далґарно, Chemical Physics Letters 118 64 (1985)
- «Поляризаційне керування коефіцієнтами розгалуження у фотодисоціації» (англ. «Polarization Control of Branching Ratios in Photodissociation»), К. Азаро, П. Брумер і М. Шапіро, Physical Review Letters 60(16) 1634 (1988)
- «Комплексні швидкості та спеціальна теорія відносності» (англ. «Complex speeds and special relativity»), К. Азаро, American Journal of Physics (1996)
- «Спеціальна теорія відносності та комплексні швидкості» (англ. «Special relativity and complex speeds»), К. Азаро, NASA Breakthrough Propulsion Physics Workshop (1997)